# Pentti Eskola
Pentti Eskola (né le 16 juillet 1938 à Vesilahti) est un athlète finlandais, spécialiste du saut en longueur.

## Biographie
Il remporte la médaille de bronze du saut en longueur lors des championnats d'Europe d'athlétisme de 1962, à Belgrade, devancé par le Soviétique Igor Ter-Ovanesian et l'autre Finlandais Rainer Stenius.
Il participe aux Jeux olympiques de 1964 sans parvenir à atteindre la finale.

### Palmarès
| Date | Compétition           | Lieu     | Résultat | Épreuve          | Performance |
| ---- | --------------------- | -------- | -------- | ---------------- | ----------- |
| 1962 | Championnats d'Europe | Belgrade | 3e       | Saut en longueur | 7,85 m      |
| 1966 | Championnats d'Europe | Budapest | 7e       | Saut en longueur | 7,51 m      |

### Records
| Épreuve          | Performance | Lieu | Date |
| ---------------- | ----------- | ---- | ---- |
| Saut en longueur | 8,03 m      |      | 1963 |